# Latin Pop Airplay
Latin Pop Airplay é uma parada musical publicada pela revista Billboard que faz o registro das informações sobre as músicas da América Latina do gênero pop.

## Gráficos

### Artista com mais hits número um
| Posição | Artista          | Total | Semanas em #1 | Canções número um | Ref   |
| ------- | ---------------- | ----- | ------------- | --- | ----- |
| 1       | Enrique Iglesias | 17    | 99            | "Si Tú Te Vas" (1995) "Por Amarte" (1996) "Enamorado Por Primera Vez" (1997) "Sólo en Tí" (1997) "Miente" (1997) "Esperanza" (1998) "Nunca Te Olvidaré" (1999) "Bailamos" (1999) "Ritmo Total" (1999) "Héroe" (2001) "Mentiroso" (2002) "Quizás" (2003) "Dímelo" (2007) "Dónde Están Corazón" (2008) "Cuando Me Enamoro" (Enrique Iglesias com Juan Luis Guerra) (2010) "I Like It" (Enrique Iglesias com Pitbull) (2010) "No Me Digas Que No (Enrique Iglesias com Wisin & Yandel) (2011) | [ 1 ] |
| 2       | Shakira          | 13    | 61            | "Estoy aquí" (1996) (4 weeks) "Se quiere, se mata" (1997) "Ciega, sordomuda" (1998) "Tú" (1999) "Suerte" (2001) "Que me quedes tú" (2003) "La tortura" (Shakira com Alejandro Sanz) (2005) "Hips Don't Lie" (Shakira com Wyclef Jean) (2006) "Te lo agradezco, pero no" (Alejandro Sanz com Shakira) (2007) "Loba" (2009) "Lo hecho está hecho" (2009) "Gitana" (2010) "Loca" (Shakira com El Cata) (2010)                                                                                 | [ 2 ] |
| 3       | Cristian Castro  | 11    | 36            | "Mañana" (1994) "Azul Gris" (1995) "Con Tu Amor" (1995) "Vuélveme a Querer" (1995) "Amarte a Ti" (1996) "Amor" (1996) "Lo Mejor de Mí" (1997) "Azul" (2001) "Cuando Me Miras Así" (2002) "Te Buscaría" (2004) "Amor Eterno" (2005) | [ 3 ] |
| 4       | Luis Miguel      | 9     | 64            | "El Día Que Me Quieras" (1994) "La Media Vuelta" (1994) "Todo y Nada" (1995) "Dame" (1995) "Sueña" (1996) "Por Debajo de la Mesa" (1997) "O Tú O Ninguna" (1999) "Como Duele" (2002) "Te Necesito" (2003) | [ 4 ] |
| 5       | Chayanne         | 8     | 44            | "Solamente tu Amor" (1996) "Dejaría Todo" (1998) "Yo Te Amo" (2000) "Y Tú Te Vas" (2002) "Un Siglo Sin Ti" (2003) "Cuidarte el Amor" (2004) "No Te Preocupes Por Mi" (2006) "Si Nos Quedara Poco Tiempo" (2007) | [ 5 ] |
| 6       | Ricky Martin     | 8     | 60            | "Vuelve" (1998) "Perdido Sin Tí" (1998) "Livin' La Vida Loca" (1999) "Bella" (1999) "Sólo Quiero Amarte" (2001) "Tal Vez" (2003) "Tu Recuerdo" (Ricky Martin com La Mari e Tommy Torres (2006) "Lo Mejor de Mi Vida Eres Tú" (2011) (Ricky Martin com Natalia Jiménez) | [ 6 ] |

## Billboard Latin Pop Songs tabela de final de ano
- 1995: "Ese Hombre" de Myriam Hernández
- 1996: "Por Amarte" de Enrique Iglesias
- 1997: "Por Debajo de la Mesa" de Luis Miguel
- 1998: "Vuelve" de Ricky Martin
- 1999: "Dejaría Todo" de Chayanne
- 2000: "A Puro Dolor" de Son by Four
- 2001: "Abrázame Muy Fuerte" de Juan Gabriel
- 2002: "Y Tu Te Vas" de Chayanne
- 2003: "Tal Vez" de Ricky Martin
- 2004: "Cuidarte el Alma de Chayanne
- 2005: "La Camisa Negra de Juanes
- 2006: "Labios Compartidos de Maná
- 2009: "Aqui Estoy Yo de Luis Fonsi com David Bisbal, Aleks Syntek e Noel Schajris
- 2010: "Cuando Me Enamoro de Enrique Iglesias com Juan Luis Guerra